# Pedro Rodríguez Aragón
Pedro Rodríguez Aragón (ur. 3 lutego 1984 w Maladze) – hiszpański wioślarz.

## Osiągnięcia
- Mistrzostwa Świata Juniorów – Duisburg 2001 – czwórka bez sternika – 9. miejsce[1].
- Mistrzostwa Świata Juniorów – Troki 2002 – ósemka – 6. miejsce[1].
- Mistrzostwa Świata – Mediolan 2003 – czwórka bez sternika – 15. miejsce[1].
- Mistrzostwa Świata U-23 – Amsterdam 2005 – dwójka bez sternika – 4. miejsce[1].
- Mistrzostwa Świata – Monachium 2007 – dwójka bez sternika – 13. miejsce[1].
- Mistrzostwa Europy – Ateny 2008 – dwójka bez sternika – 11. miejsce[1].
- Mistrzostwa Europy – Brześć 2009 – czwórka bez sternika – 3. miejsce[1].
- Mistrzostwa Europy – Montemor-o-Velho 2010 – czwórka bez sternika – 7. miejsce[1].